# Constantin Rotaru (general)
Constantin Rotaru este un general de armată, care a îndeplinit funcția de director adjunct al SIE (1999-2005).

## Biografie
În perioada 1986-1989, Constantin Rotaru a fost director-adjunct al Întreprinderii de Comerț Exterior (ICE) "Dunărea", având ca sarcină prioritară promovarea la export a produselor din gama construcțiilor de mașini, context în care, în perioada 1987-1989 a avut contacte și cu Dan Voiculescu, directorul ICE Crescent. ICE Dunărea a fost înființată prin Decretul Consiliului de Stat  nr. 382/15.10.1982 ca o firmă a Securității, cu indicativul de UM 0107, structură cuprinsă în UM 0544 - Centrul de Informații Externe și avea ca obiectiv derularea de operațiuni de comerț exterior, care să fie și o sursă de venit pentru Securitate .
ICE Dunărea a fost desființată prin HG nr. 432/25 aprilie 1990, sumele existente în conturile firmei fiind preluate de fostul Bancorex.
În anul 1990 a fost încadrat în Serviciul de Informații Externe, fiind trecut în rezervă în 1994 cu gradul de colonel, la cererea sa, din cauza unor probleme personale. Pentru o perioadă a condus societatea Grivco Internations SA din cadrul trustului Intact, colaborând foarte strâns cu omul de afaceri Dan Voiculescu, fost director al societății Crescent, cu sediul în Cipru.
În anul 1998, la solicitarea expresă a conducerii Serviciului de Informații Externe, el a fost reîncadrat în SIE cu gradul de colonel. În noiembrie 1999, după pensionarea generalului Alexandru Tănăsescu, a fost numit în funcția de adjunct al directorului SIE și secretar de stat. El a fost înaintat la gradul de general de brigadă (cu 1 stea) la 1 decembrie 2000, de către președintele României, Emil Constantinescu . El a fost acuzat că a făcut o serie de afaceri cu firmele parlamentarilor PSD, pe care le-a implicat în diferite acțiuni coordonate de SIE cum ar fi recuperarea creanțelor României din diferite țări.
El a fost înaintat la gradele de general de divizie (cu 2 stele) la 8 februarie 2002  și general de armată (cu 4 stele), grad cu care a fost trecut în rezervă la 18 noiembrie 2005 .
În urma Hotărârii CSAT nr. 142 din 18 noiembrie 2005, președintele Traian Băsescu i-a eliberat din funcție și i-a trecut în rezervă pe toți cei patru directori adjuncți ai SIE - generalii Marcel Alexandru, Niculaie Goia, Dan Chiriac și Constantin Rotaru.
În prezent este consilierul unui important om de afaceri.

## Decorații
Generalul Constantin Rotaru a fost decorat cu următoarele ordine:
- Ordinul Național "Steaua României" în grad de comandor (2005) - "pentru rezultate remarcabile obținute în timpul activității"

## Controverse
Generalul Rotaru a fost acuzat că a promovat nepotismul în cadrul SIE. Fiica sa a devenit director al unei unități importante din serviciu. De asemenea, el s-a ocupat de activitatea economică și logistică a SIE, fiind acuzat că a înființat firme sub acoperire prin care s-au derulat operatiuni economico-financiare dubioase.